# Risius gibba
Risius gibba är en insektsart som beskrevs av Ronald Gordon Fennah år 1967. Risius gibba ingår i släktet Risius och familjen Dictyopharidae. Inga underarter finns listade i Catalogue of Life.